# Hannah Ritchie
Hannah Ritchie (* 1993) ist eine schottische Datenwissenschaftlerin. Sie ist Senior Researcher an der University of Oxford in der Oxford Martin School und stellvertretende Chefredakteurin bei Our World in Data.

## Forschung
Hannah Ritchie begann ihre Karriere als Dozentin für Nachhaltigkeit an der University of Edinburgh. Sie entwickelte Lehrprogramme, die sich auf Nachhaltigkeit konzentrierten. Sie verließ Edinburgh, um eine Forschungsstelle an der University of Oxford anzutreten, wo sie Datenvisualisierungen zur Kommunikation von Informationen entwickelte.
Ritchies frühe Arbeit befasste sich mit Lebensmittelsystemen und deren Anpassung an die Ziele für nachhaltige Entwicklung. Zum Beispiel argumentierte sie, dass bei den meisten Lebensmitteln der CO2-Fußabdruck durch den Transport kaum beeinflusst werde.
Im Jahr 2017 trat Ritchie der der an die Universität angegliederten Nichtregierungsorganisation Our World in Data als Leiterin der Forschung bei. Ihre Arbeit konzentriert sich auf ökologische Nachhaltigkeit, einschließlich Themen wie Klimawandel, Energie, Lebensmittel und Landwirtschaft, Biodiversität, Luftverschmutzung und Abholzung. Während der COVID-19-Pandemie erstellte sie das Our World in Data COVID-19-Informations-Dashboard. Im Jahr 2023 wurde sie stellvertretende Chefredakteurin und Leiterin der Wissenschaftskommunikation.
Ihr erstes Buch, Not the End of the World, wurde 2024 von Chatto & Windus veröffentlicht. Die deutsche Übersetzung erschien im Piper Verlag unter dem Titel Hoffnung für Verzweifelte. Darin untersucht Ritchie den Zustand und die aussichtsreichsten Hebel für sieben umweltrelevante Bereiche: Luftverschmutzung, Klimawandel, Entwaldung, Ernährung, Biodiversität sowie Meeresverschmutzung durch Plastik und Überfischung.

## Schriften (Auswahl)

### Bücher
- Not the End of the World: How We Can Be the First Generation to Build a Sustainable Planet. Chatto & Windus 2024, London 2024, ISBN 978-1-52993-124-2.
  - Hoffnung für Verzweifelte: wie wir als erste Generation die Erde zu einem besseren Ort machen. Piper, München 2024, ISBN 978-3-492-07209-0.

### Wissenschaftliche Artikel
- Coronavirus Pandemic (COVID-19)[5]
- A global database of COVID-19 vaccination[6]
- CO₂ and Greenhouse Gas Emissions[7]
- World Population Growth[8]

## Auszeichnungen
- 2024: Honorary Fellowship der Royal Statistical Society.[9]

## Belege
1. ↑  Hannah Ritchie – Research, writing & data visualisations on how to solve the world's largest problems. Abgerufen am 26. Dezember 2024 (amerikanisches Englisch).
2. ↑  Susan Puckett: Eating seasonally and locally has many benefits. Is fighting the climate crisis one of them? Hrsg.: CNN. 27. September 2022 (cnn.com [abgerufen am 30. Dezember 2024]).
3. ↑  Adam Vaughan: Hannah Ritchie interview: The woman giving covid-19 data to the world. In: New Scientist. 28. Mai 2021 (newscientist.com [abgerufen am 30. Dezember 2024]).
4. ↑  Max Roser: Our Team. Hrsg.: Our World in Data. (ourworldindata.org [abgerufen am 30. Dezember 2024]).
5. ↑  Edouard Mathieu, Hannah Ritchie, Lucas Rodés-Guirao, Cameron Appel, Daniel Gavrilov, Charlie Giattino, Joe Hasell, Bobbie Macdonald, Saloni Dattani, Diana Beltekian, Esteban Ortiz-Ospina, Max Roser: COVID-19 Pandemic. In: Our World in Data. 17. November 2024 (ourworldindata.org [abgerufen am 30. Dezember 2024]).
6. ↑  Edouard Mathieu, Hannah Ritchie, Esteban Ortiz-Ospina, Max Roser, Joe Hasell, Cameron Appel, Charlie Giattino, Lucas Rodés-Guirao: A global database of COVID-19 vaccinations. In: Nature Human Behaviour. Band 5, Nr. 7, Juli 2021, ISSN 2397-3374, S. 947–953, doi:10.1038/s41562-021-01122-8 (nature.com [abgerufen am 30. Dezember 2024]).
7. ↑  Hannah Ritchie, Max Roser: CO₂ emissions. In: Our World in Data. 22. Januar 2024 (ourworldindata.org [abgerufen am 30. Dezember 2024]).
8. ↑  Hannah Ritchie, Lucas Rodés-Guirao, Edouard Mathieu, Marcel Gerber, Esteban Ortiz-Ospina, Joe Hasell, Max Roser: Population Growth. In: Our World in Data. 17. Juni 2024 (ourworldindata.org [abgerufen am 30. Dezember 2024]).
9. ↑  Honorary Fellowship. Abgerufen am 1. Januar 2025.

| Personendaten    | Personendaten                      |
| ---------------- | ---------------------------------- |
| NAME             | Ritchie, Hannah                    |
| KURZBESCHREIBUNG | schottische Datenwissenschaftlerin |
| GEBURTSDATUM     | 1993                               |